# 731

## Nașteri
- dată necunoscută: Abd er-Rahman I  (d. 788)
- dată necunoscută: Beatus de Liébana  (d. 798)

## Decese
- Grigore al II-lea, papă al Romei din 715, canonizat sfânt (n. 669)